# 幸岡駅
幸岡駅（こうおかえき）は、かつて栃木県矢板市幸岡にあった東武鉄道矢板線の駅（廃駅）である。

## 歴史
- 1929年（昭和4年）10月22日：下野電気鉄道天頂 - 矢板間延伸に伴い開業[1][2]。
- 1943年（昭和18年）5月1日：下野電気鉄道買収に伴い、東武鉄道矢板線の駅となる[2]。
- 1959年（昭和34年）7月1日：矢板線の廃線に伴い廃止[2]。

## 乗客・貨物の推移
| 年度 | 乗車人員 | 降車人員 | 貨物発送トン | 貨物到着トン |
| ---- | -------- | -------- | ------------ | ------------ |
| 1933 | 2,429    | 1,612    | 1,266        | 26           |
| 1934 | 3,379    | 2,723    | 685          | 39           |
| 1936 | 3,366    | 3,012    | 1,095        | 65           |
| 1937 | 4,450    | 4,137    | 1,075        | 28           |
| 1938 | 4,538    | 4,309    | 108          | 25           |

- 『栃木県統計書』各年度版

## 駅周辺
- 製材所
- 幸岡集落
- 国道461号（日光北街道）
- 矢板市立西小学校

## 隣の駅
東武鉄道
矢板線
柄堀駅 - 幸岡駅 - 矢板駅